# Ball de la Marratxa

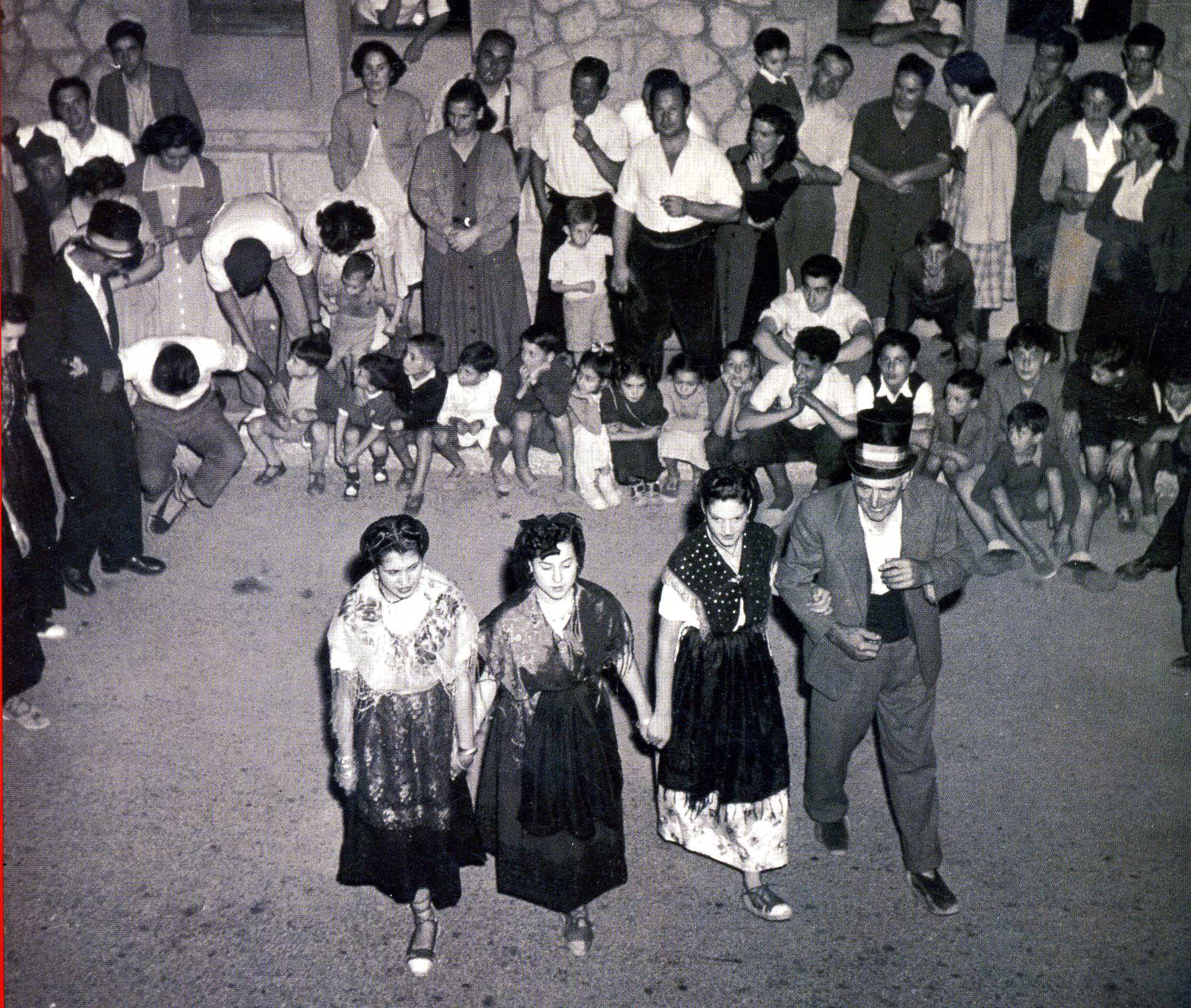
Ball de La Marratxa a la plaça Major, 1945

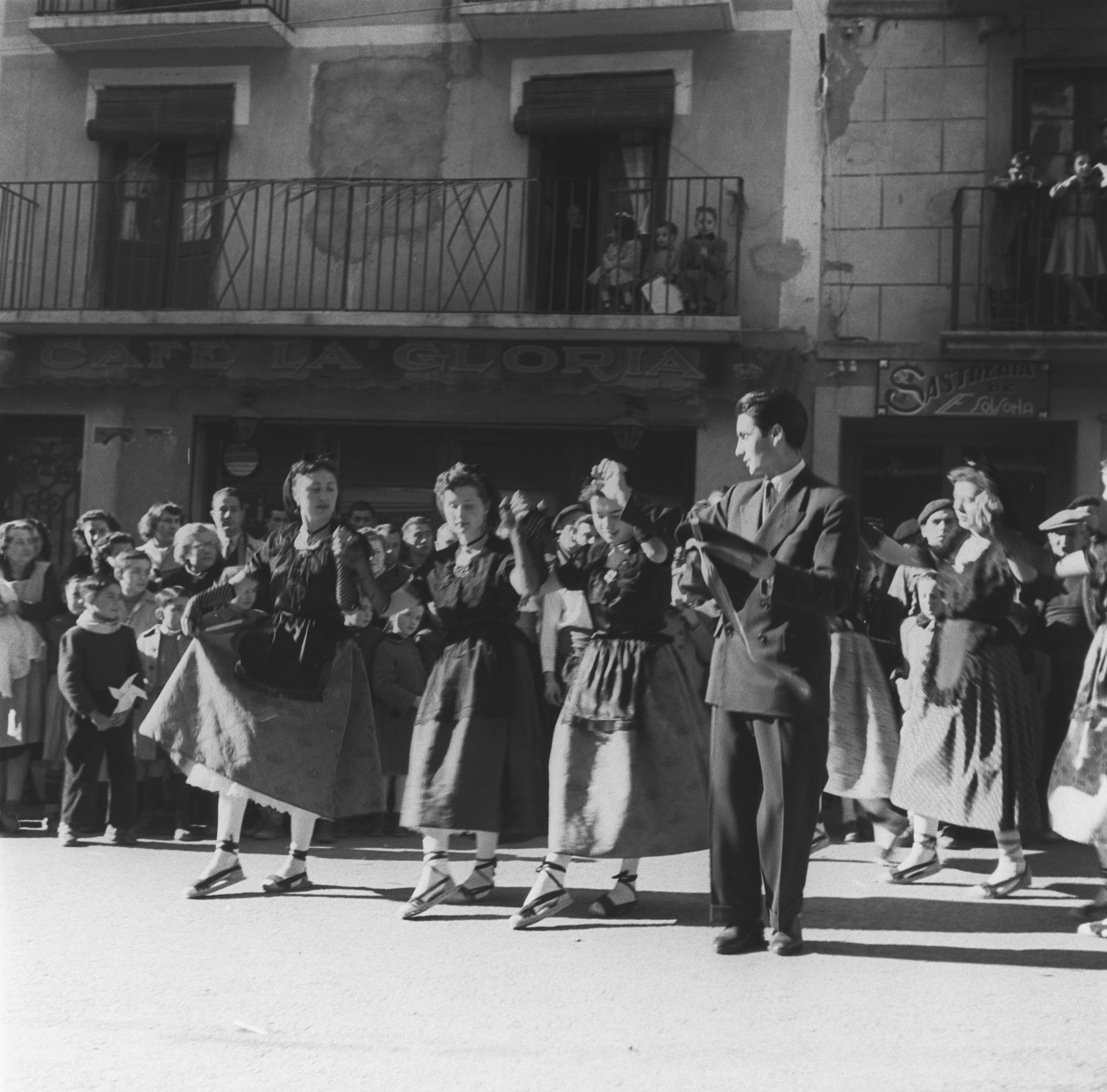
La Marratxa 1950

El ball de la Marratxa és una dansa tradicional de la parròquia andorrana de Sant Julià de Lòria. Aquesta dansa és una expressió del folklore lauredià més viu, amb un gran valor social i identitari. El ball de la Marratxa té lloc el dilluns de Festa Major i és un dels actes més solemnes de la festa. El nom de marratxa —o també morratxa o almorratxa— fa referència a un recipient d’aigua amb perfum que, en els orígens de la dansa, duien a la mà els balladors. A Catalunya hi ha diverses versions d'aquest ball, d'origen aràbic.
El ball de la Marratxa és una dansa senyorial, la qual es creu que evoca el tractat de pau del 1278 entre el comte de Foix i el bisbe d'Urgell, el primer Pariatge. El ball el protagonitzen dos dansaires, un de casat i un de solter, amb un barret de copa alta, cadascú, engalanat amb cintes que reprodueixen els colors de la bandera andorrana. Aquests dos dansaires representen els dos prínceps d’Andorra i ballen amb tres noies, les quals simbolitzen les sis antigues parròquies.
Ricard Mas, va ser un dansaire fidel del ball de la Marratxa durant més de 20 anys, preocupat per conservar els passos i la música del ball. Als anys 60, el compositor Daniel Areny, va recollir de la memòria de Ricard Mas totes les variacions de la tonada del ball i amb l’ajuda del mestre Isidre Marbà, les van harmonitzar i van crear una coreografia. Aquesta mateixa música i coreografia és el ball de la Marratxa que, des de l’any 1963, els membres de l'Esbart Laurèdia interpreten a la plaça Major de Sant Julià de Lòria.